# Club de Fútbol Calamocha
El Club de Fútbol Calamocha es un club de fútbol de la localidad turolense de Calamocha, en Aragón. Fue fundado en 1940, y actualmente compite en la Tercera Federación (Grupo XVII).

## Historia

### Antecedentes

#### El Club Deportivo Calamocha (1930-1935)
El primer equipo de futbol organizado en la localidad fue el Club Deportivo Calamocha. Aunque hay constancia de actividad futbolística ya a finales de los años 20, el primer partido del que hay constancia documental se jugó el 17 de agosto de 1930 contra el Sporting Daroca (0-2). Desde entonces el equipo disputó partidos amistosos con cierta regularidad contra la Olímpica de Teruel, Balompédico Teruel, Juventud Católica de Teruel, Cariñena, el propio Sporting Daroca y especialmente el Rápid Sporting Club Turolense (entonces el principal club de la capital), pero sin llegar a participar en ninguna competición oficial. Su indumentaria era camiseta roja y pantalón oscuro, posiblemente negro.
Después de jugar en espacios improvisados, el 29 de marzo de 1931 se inauguró el primer terreno de juego estable con un partido contra la Olímpica de Teruel (3-0). Estaba situado cerca de la Ermita del Santo Cristo, en las afueras de la localidad.
Muy a la moda de entonces la entidad tuvo carácter polideportivo y organizó carreras ciclistas, pruebas de natación e impulso la construcción de un frontón.
A principios de 1932 se produce una escisión entre el CD Calamocha y el Athletic Calamocha, llevando a la desaparición del fútbol organizado hacia julio de ese mismo año. En 1935 resurge tímidamente, disputando un par de partidos contra la AD Monrealense (Monreal del Campo); pero su rastro desaparece definitivamente al estallar la Guerra civil española.

#### Rayo Calamocha (1936-1943)
Desde los años de la Guerra Civil surgió un equipo llamado Rayo Calamocha, que estuvo activo al menos hasta 1943. Sus posibilidades eran más discretas y solo disputó partidos contra equipos de pueblos vecinos de carácter amistoso, desapareciendo por tanto los enfrentamientos contra conjuntos de Daroca o la capital Teruel. Su indumentaria era a rayas blancas y oscuras y pantalón oscuro, sin poder determinarse sus colores.

#### Años oscuros (1943-1971)
Desde la desaparición del Rayo las noticias son fragmentarias. El CF Calamocha apareció en una fecha indefinida, sus partidos se disputaban de manera irregular, sin un calendario estable y al margen de la competición federada. Tampoco tuvo una indumentaria regular, que iba variando de color y sabemos que entre 1966 y 1970 adoptó los colores azul y grana.
Mientras tanto, en 1958 se inauguraba el campo de deportes de Jumaca (después Jumaya) con un partido entre el equipo local y una selección de empleados de Ibercaja de la provincia de Teruel.

### El Club de Fútbol Calamocha (1971)

#### Primera etapa (1971-1992)
En 1971 se produce la refundación o reorganización del CF Calamocha, ya con su denominación actual. Por primera vez se federa en la Federación Aragonesa de Fútbol, participando desde entonces en las competiciones regionales del fútbol aragonés. Comenzó su andadura en competición oficial en la temporada 1971-72, en la Segunda Regional Preferente de Aragón.
A partir de mediados de los años 70 el equipo fue un asiduo de Primera Regional, hasta que en 1987 quedó campeón de su categoría y logró el ascenso a Regional Preferente, logrando buenos resultados. Sin embargo, a principios de los años 90 el CF Calamocha sufre una grave crisis hasta el punto que deja de competir oficialmente entre 1992 y 1994.

#### Segunda etapa (1994-actualidad)
En 1994 el CF Calamocha se reorganizó, pero tuvo que empezar a competir desde la categoría territorial más baja, la Segunda Regional. En 1996 recupera la Primera Regional y se consolidó en la categoría.
Gradualmente el equipo crece deportivamente y mejora sus resultados. En 2005 logra un efímero ascenso a Regional Preferente, que solo duró una temporada. Sin embargo, el club prosiguió en su línea ascendente y en 2009 volvió a ascender a dicha categoría, esta vez sí, manteniéndose sin problemas durante una década.
En 2018 el CF Calamocha logró, por primera vez en su historia, competir en el fútbol estatal al lograr el ascenso a la Tercera División. Desde entonces ha competido en dicha categoría, manteniéndola no sin dificultades, pero logrando la permanencia hasta la fecha.

## Uniforme
- Uniforme titular: Camiseta roja, pantalón blanco y medias blancas.
- Uniforme alternativo: Camiseta blanca, pantalón blanco y medias blancas.

## Estadio
El club juega sus partidos en el campo de Jumaya, de césped natural.
Fue inaugurado en 1958 con un partido entre el equipo local y una selección de empleados de Ibercaja de la provincia de Teruel. Inicialmente fue bautizado como Jumaca (apócope de JUventud MAsculina de Acción CAtólica), entidad titular de la instalación, y más adelante adoptó el de Jumaya (JUventudes MAsculinas Y Ayuntamiento) cuando pasó a ser de titularidad municipal a mediados de los años 70, manteniendo esta denominación hasta la actualidad.

## Datos del club

### Temporadas
| - 1971-72: sin datos - 1972-73: 2.ª Reg. Preferente (5.º) - 1973-74: 2.ª Reg. Preferente (9.º) - 1974-75: 2.ª Reg. Preferente (9.º) - 1975-76: 2.ª Reg. Preferente (4.º) - 1976-77: 1.ª Regional (10.º) - 1977-78: Reg. Preferente (21.º) - 1978-79: 1.ª Regional, Gr. 1 (16.º) - 1979-80: 1.ª Regional, Gr. 1 (11.º) - 1980-81: 1.ª Regional, Gr. 1 (3.º) - 1981-82: 1.ª Regional, Gr. 1 (10.º) - 1982-83: 1.ª Regional, Gr. 1 (5.º) - 1983-84: 1.ª Regional, Gr. 3 (5.º) - 1984-85: 1.ª Regional, Gr. 3 (2.º) - 1985-86: 1.ª Regional, Gr. C (2.º) - 1986-87: 1.ª Regional, Gr. 4 (1.º) - 1987-88: Reg. Preferente, Gr. 1 (5.º) | - 1988-89: Reg. Preferente, Gr. 1 (11.º) - 1989-90: Reg. Preferente, Gr. 1 (11.º) - 1990-91: Reg. Preferente, Gr. 1 (9.º) - 1991-92: Reg. Preferente, Gr. 1 (16.º) - 1992-93: No jugó competición - 1993-94: No jugó competición - 1994-95: 2.ª Regional - 1995-96: 2.ª Regional - 1996-97: 1.ª Regional, Gr. 3 (8.º) - 1997-98: 1.ª Regional, Gr. 3 (7.º) - 1998-99: 1.ª Regional, Gr. 3 (8.º) - 1999-00: 1.ª Regional, Gr. 3 (6.º) - 2000-01: 1.ª Regional, Gr. 3 (13.º) - 2001-02: 1.ª Regional, Gr. 3 (13.º) - 2002-03: 1.ª Regional, Gr. 3 (4.º) - 2003-04: 1.ª Regional, Gr. 4 (4.º) - 2004-05: 1.ª Regional, Gr. 4 (2.º) | - 2005-06: Reg. Preferente, Gr. 1 (17.º) - 2006-07: 1.ª Regional, Gr. 3 (7.º) - 2007-08: 1.ª Regional, Gr. 4 (8.º) - 2008-09: 1.ª Regional, Gr. 4 (1.º) - 2009-10: Reg. Preferente, Gr. 1 (6.º) - 2010-11: Reg. Preferente, Gr. 2 (13.º) - 2011-12: Reg. Preferente, Gr. 2 (9.º) - 2012-13: Reg. Preferente, Gr. 2 (11.º) - 2013-14: Reg. Preferente, Gr. 2 (6.º) - 2014-15: Reg. Preferente, Gr. 2 (9.º) - 2015-16: Reg. Preferente, Gr. 2 (9.º) - 2016-17: Reg. Preferente, Gr. 2 (6.º) - 2017-18: Reg. Preferente, Gr. 2 (2.º) - 2018-19: 3ª División, Gr. XVII (12º) - 2019-20: 3ª División, Gr. XVII (17º) - 2020-21: 3ª División, Gr. XVII - 2021-22: 3ª División, Gr. XVII |

 - Ascenso 

 - Descenso
- Temporadas en Tercera División de España (4): 2018 a 2022.
- Temporadas en Regional Preferente de Aragón (16): 1977-78, 1987 a 1992, 2005-06 y 2009 a 2018.
- Temporadas en Primera Regional de Aragón (22): 1976-77, 1978 a 1987, 1996 a 2005 y 2006 a 2009.
- Temporadas en Segunda Regional Preferente de Aragón (4): 1972 a 1976.
- Temporadas en Segunda Regional de Aragón (2): 1994 a 1996.

* Categorías extintas referidas en cursiva.

### Palmarés
- Primera Regional de Aragón (2): 1986-87 (Grupo 4), 2008-09 (Grupo 4).
- Subcampeón de Regional Preferente (1): 2017-18 (Grupo 2).
- Subcampeón de Primera Regional de Aragón (3): 1984-85 (Grupo 2), 1985-86 (Grupo C), 2004-05 (Grupo 4).

## Organigrama deportivo

### Filial
En 2017 se fundó el Club de Fútbol Calamocha "B", que disputa sus partidos en la Primera Regional de Aragón.

### Femenino
En 2019 se creó el primer equipo femenino, que inició su andadura oficial el 23 de marzo de ese mismo año con su primer partido amistoso. El primer partido oficial se disputó el 6 de octubre de 2019 contra el CD Calanda (0-2) en la categoría de Segunda Aragonesa, de ámbito territorial.

### Fútbol base
El club cuenta actualmente con cinco equipos de base aparte del primer equipo, filial y femenino. Hasta 2013 parte de los equipos estuvieron adscritos al Jamoncalamocha Club de Fútbol como club vinculado.
Desde 2015 el club organiza anualmente la Jamón Cup, torneo de fútbol 7 en que participan 24 equipos de categoría alevín. En su primera edición compitieron 12 conjuntos y en 2016 se dio el salto al actual formato de 24 equipos.

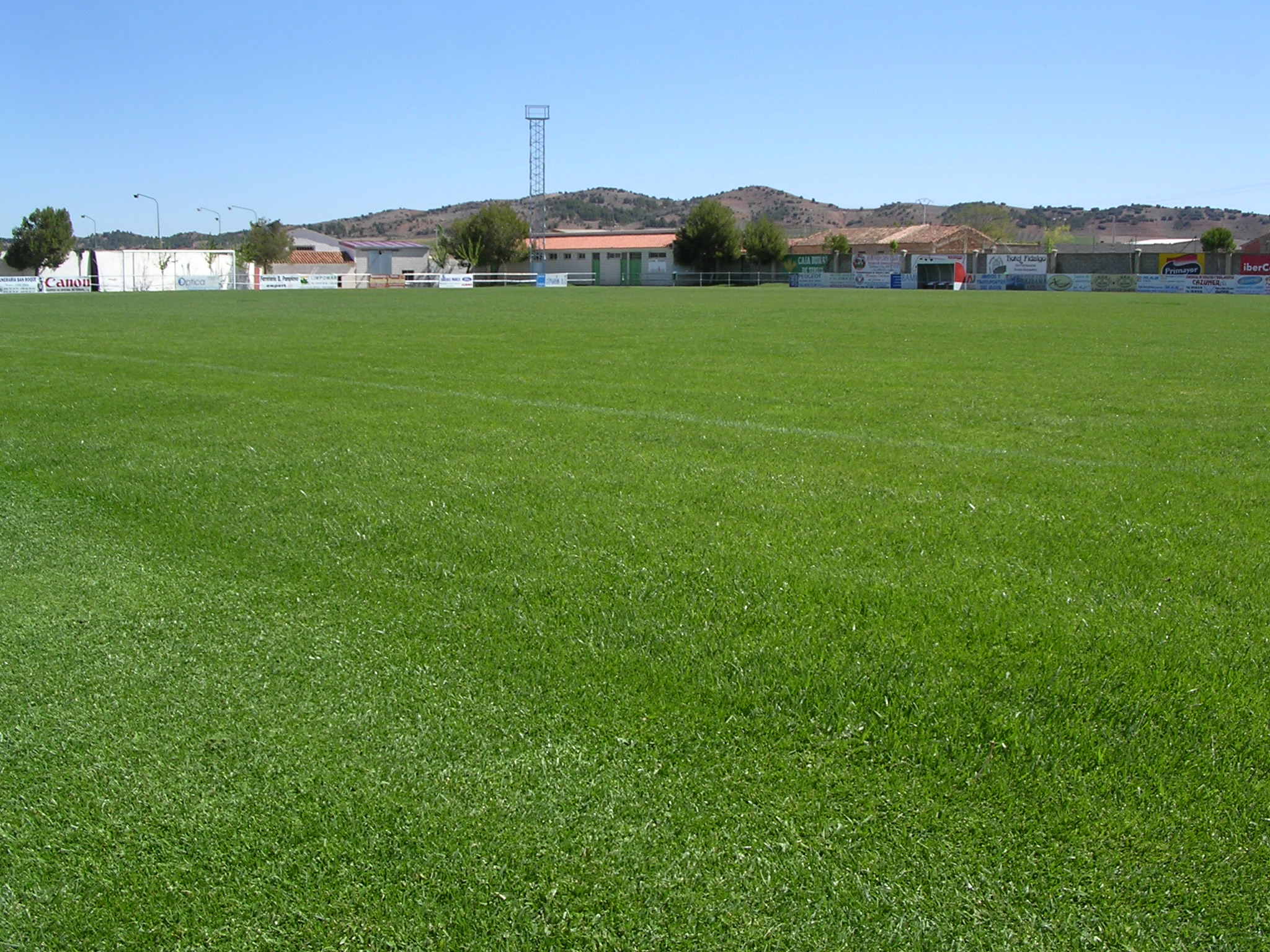
Vista del césped de Jumaya.

| Año         | Campeón                                           | Resultado                                         | Subcampeón                                        |
| ----------- | ------------------------------------------------- | ------------------------------------------------- | ------------------------------------------------- |
| 2015        | Real Betis                                        | 1–0                                               | Real Madrid                                       |
| 2016        | Real Madrid                                       | 1–0                                               | CD Salesianos Guadalajara                         |
| 2017        | Deportivo de La Coruña                            | 4–1                                               | Real Club Celta                                   |
| 2018        | Atlético de Madrid                                | 3–2                                               | Real Madrid                                       |
| 2019        | Atlético de Madrid                                | 1–0                                               | Real Betis                                        |
| 2020 y 2021 | Ediciones canceladas por la crisis de la COVID-19 | Ediciones canceladas por la crisis de la COVID-19 | Ediciones canceladas por la crisis de la COVID-19 |
| 2022        | Real Betis                                        | 2–0                                               | Levante UD                                        |

## Partido de las Peñas
Desde 2002 el Club de Fútbol Calamocha inaugura oficialmente la temporada con la disputa de un partido amistoso contra el Real Zaragoza, a beneficio de la Federación de Peñas del equipo zaragocista. Dicho encuentro ha sido conocido popularmente como Partido de las Peñas.